# Clivina punctigera
Clivina punctigera är en skalbaggsart som beskrevs av Leconte 1857. Clivina punctigera ingår i släktet Clivina och familjen jordlöpare. Inga underarter finns listade i Catalogue of Life.